# Glasur (Küche)

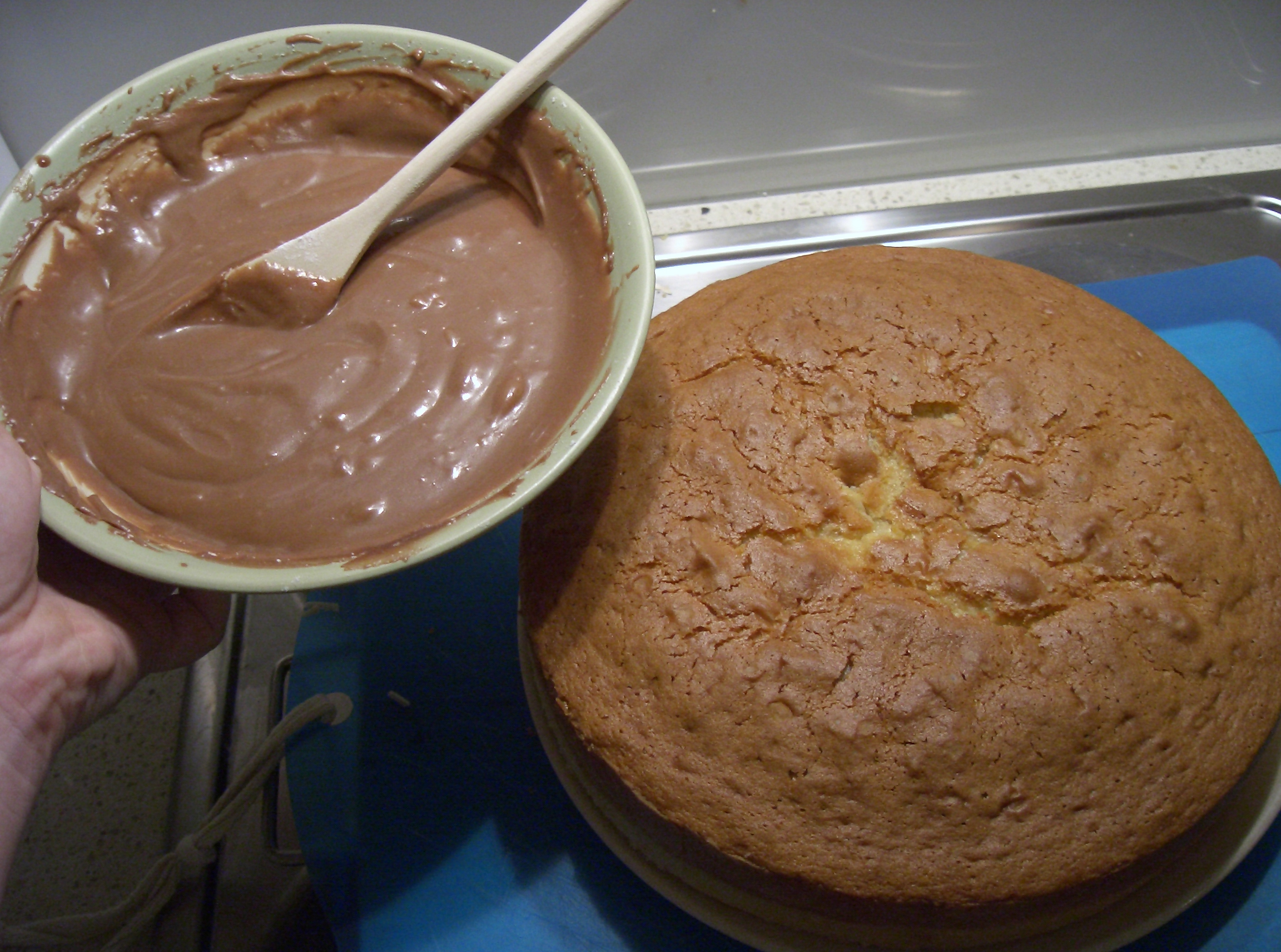
Kuchenglasur zum Auftragen auf einen Kuchen

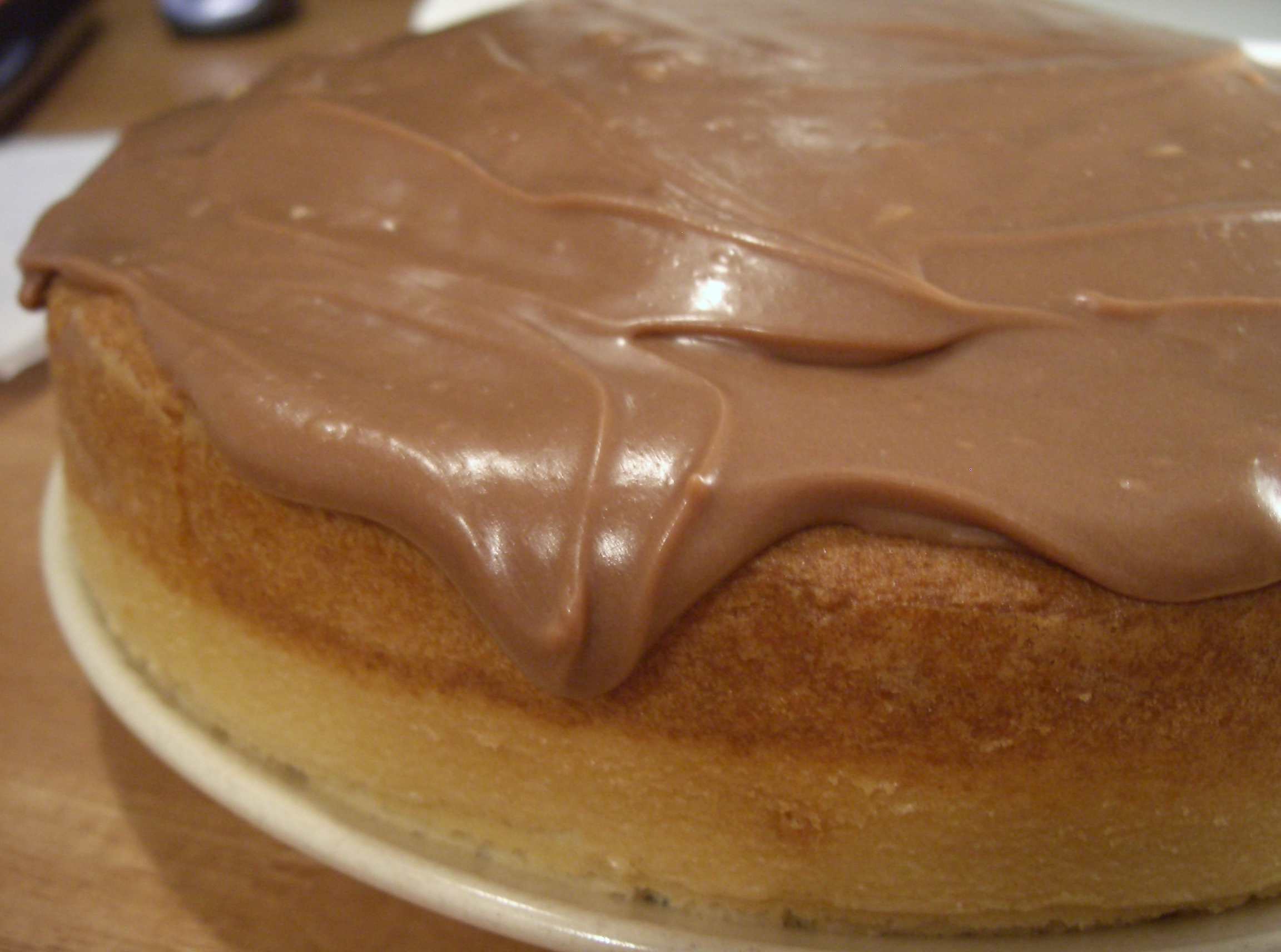
Kuchen mit Schokoladenglasur

Eine Glasur ist ein durch Glasieren hergestellter Überzug von Süßspeisen, Kuchen, Torten und Gebäck.

## Zuckerglasuren
Zuckerglasuren werden aus Puderzucker hergestellt, der mit Flüssigkeit zu einer geschmeidigen Masse verrührt wird, die durch Trocknung erstarrt. Je nach Rezept wird die Glasur noch mit weiteren Zutaten und Aromen angereichert.
- Wasserglasur oder Zuckerguss (Icing) besteht nur aus Puderzucker und Wasser bzw. Fruchtsaft. Vor dem Auftragen wird sie manchmal etwas erwärmt. Wasserglasur ist hart und mattglänzend.
- Für Eiweißglasur wird das Wasser durch rohes Eiweiß ersetzt. Condéglasur ist Eiweißglasur mit fein gehackten Mandeln.
- Spritzglasur ist eine geschmeidige, aber nicht zu dünne Eiweißglasur mit etwas Zitronensaft. Sie dient zum Dekorieren und Beschriften von Kuchen und Torten mit dem Spritzbeutel.
- Fondant (Schmelzglasur) ist eingekochte Zuckerlösung (Läuterzucker) von streichfähiger Konsistenz. Zur Herstellung wird die Zuckerlösung zum schwachen oder starken Flug gekocht und anschließend bis zur Abkühlung tabliert.[1] Zum Verarbeiten wird die Grundmasse erwärmt und mit Wasser oder Eiklar verdünnt. Fondant wird als Glasur für Gebäck und Kuchen und als Füllung für Pralinen und Bonbons verwendet.

Alle Glasuren können mit Zitronensaft, Spirituosen, Kakao, Instantkaffee usw. variiert werden.

## Kakaohaltige Glasuren
Kuvertüre, auch Schokoladenüberzugsmasse genannt, ist eine Schokolade mit hohem Kakaobutteranteil, die sich besonders zum Überziehen von Gebäck eignet. Der Gesetzgeber hat Mindestanforderung bezüglich der Inhaltsstoffe festgelegt. 
Ganache ist eine Überzugsmasse aus Kuvertüre und Sahne, der anwendungsspezifisch Zucker und Aromen zugegeben werden. Die Sahne wird erhitzt und die Kuvertüre untergegeben. Das Verhältnis von Kuvertüre zu Sahne ist abhängig vom Verwendungszweck bzw. der gewünschten Konsistenz.
Fettglasur ist eine schokoladenähnliche Überzugsmasse aus Pflanzenfett und Zucker mit Beigaben wie Kakaopulver, Milchpulver oder Haselnussmasse. Die Herstellung entspricht im Wesentlichen der von Schokolade, jedoch mit gewissen Vereinfachungen; die Zutaten werden vermischt und mit Lecithin emulgiert. Die Verfestigung der Glasur erfolgt nicht durch Trocknung, sondern ist in der Erstarrung des Fettes während der Abkühlung begründet.
Kochschokolade ist in Deutschland eine dünnflüssige Schokoladenglasur, die aus Kakaopulver, Zucker, Wasser und Aromen zu einer überzugsfähigen Masse gekocht wird. Sie wird unter anderem für den Überzug von Torten, Desserts und Mohrenköpfen verwendet.

## Schokoladentunkmasse
In der DDR verwendete man zum Überziehen von Pralinen, Konditoreierzeugnissen und Speiseeis Tunk- und Überziehmassen. In der Pâtisserie verwendete man Kuvertüre und Schokoladentunkmasse. Deren Zusammensetzung war gesetzlich dahingehend geregelt, dass mind. 33 % Kakaomasse und max. 50 % Saccharose enthalten sein durften. Als Ersatz für Kakaobutter durfte bis zu 7 % Speisehartfett hinzugegeben werden.